# Mbuna tlustopyská
Mbuna tlustopyská (Abactochromis labrosus) je paprskoploutvá ryba z čeledi vrubozubcovití (Cichlidae).
Druh byl popsán roku 1935 britskou ichtyoložkou Ethelwynn Trewavas.

## Popis a výskyt
Dosahuje max. délky 11,5 cm. Vyznačuje se silně hypertrofovanými, papilózními, mediálně laločnatými pysky.
Byla nalezena na skalnatém substrátu dna jezera Malawi v hloubce do 30 m. Teplota vody 23 °C až 26 °C.
Patří mezi masožravé ryby. Mezi její potravu patří menší mbuny, bezobratlí živočichové a korýši. Tyto živočichy vysává ze štěrbin skal.
Po rozmnožování samec samici opustí. Inkubace jiker v ústech samice trvá 3 až 4 týdny.

## Hospodářské využití
Je využívána jako akvarijní ryba. Může však projevovat agresivitu vůči svému druhu i jiným druhům.
Minimální velikost nádrže je 150 cm na délku. Akvárium by mělo mít dostatek úkrytů. Nejvhodnější je umístit jednoho samce a více samic.